# Brit HaBirionim

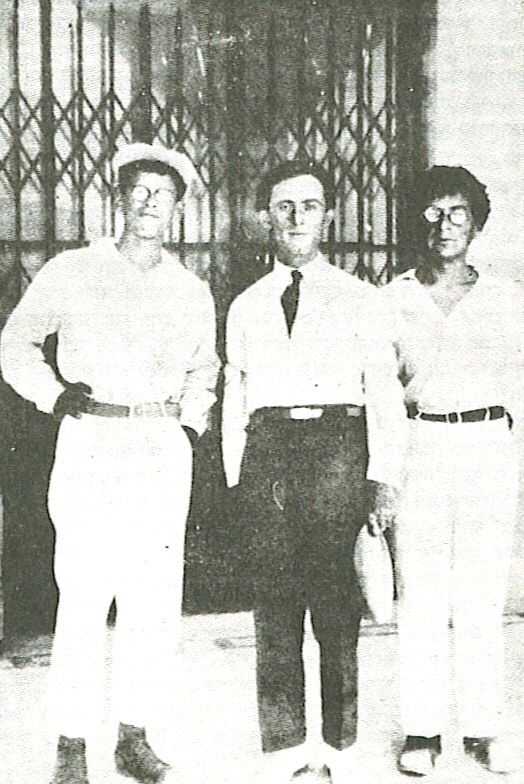
Abba Achimeir, Uri Zvi Greenberg und Joshua Yeivin.

Brit HaBirionim (hebräisch בְּרִית הַבִּרְיוֹנִים Brīt ha-Birjōnīm, deutsch ‚Bund der Starken bzw. Bund der Zeloten‘) war eine geheime, nach eigener Bezeichnung faschistische Fraktion innerhalb des so genannten Revisionistischen Zionismus (ZRM) in Palästina, die ihre Aktivitäten zwischen 1930 und 1933 entfaltete. Sie wurde von Abba Achimeir, Uri Zvi Greenberg und Joshua Yeivin gegründet.

## Hintergrund
Die Aufstände der Araber des Jahres 1929 und die Unfähigkeit der Hagana, das Massaker von Hebron und die Ausschreitungen in Safed zu verhindern, führten zur Gründung der ersten militanten Organisation, die sich durch ihre völlige Ablösung vom bestehenden zionistischen Establishment auszeichnete, das von der zionistischen Arbeiterbewegung dominiert wurde.

## Ideologie
Offiziell wurde ein revisionistischer Maximalismus nach dem Modell des italienischen Faschismus zum Programm erhoben. Ziel war, einen faschistischen korporativen Staat zu gründen. Die Ideologie der Gruppe wurde außerdem vom Kanaanismus Yonatan Ratoshs und den Theorien Oswald Spenglers in Der Untergang des Abendlandes beeinflusst (1918). Man rief die zionistischen Revisionisten (ZRM) dazu auf, die faschistischen Prinzipien der Regierung Benito Mussolinis in Italien zu übernehmen und einen integralistischen „reinen Nationalismus“ unter den Juden zu schaffen.
Der revisionistische Maximalismus lehnte den Kommunismus, Humanismus, Internationalismus, Liberalismus, Pazifismus und Sozialismus ab. Er verurteilte die liberalen Zionisten, weil sie sich nur für die Mittelklasse einsetzten anstatt für die ganze jüdische Nation.
Brit haBirionim stellte die eigenen Ziele 1932 vor. Ahimeir forderte offiziell, die Führung des revisionistischen Flügels solle die Form einer Diktatur annehmen. Eine unabhängige zionistische Föderation solle gegründet, die Korruption der Zionisten beendet und dem Antisemitismus der Krieg erklärt werden.
Das Motto der Gruppe lautete „Erobere oder stirb“.

## Aktivitäten

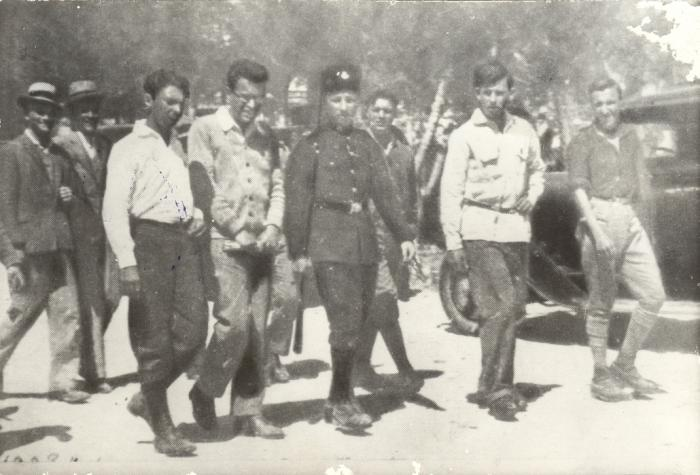
Abba Ahimeir (in Handschellen) und andere Mitglieder von Brit HaBirionim, darunter Haim Dviri, während sie von Strafverfolgungsbehörden zu einem Gericht in Jerusalem geführt werden.

Unter den Aktionen von Mitgliedern waren Demonstrationen gegen britische Würdenträger, die zu Besuch kamen, Protestmärsche gegen die Verhaftung und Rückführung jüdischer Flüchtlinge nach Europa, nachdem ihre Visa abgelaufen waren, Störungen der britischen Volkszählung und provokative Akte wie das Blasen des Schofar an der Klagemauer (damals verboten) und die Entfernung der Naziflaggen von zwei deutschen Konsulaten.
1933 verhaftete die britische Verwaltung mehrere Mitglieder, darunter Ahimeir, und klagte sie des Mordes an Chaim Arlosoroff an. Obwohl freigesprochen, litt das Ansehen der Gruppe unter dieser Anklage, was zu ihrer Isolierung und schließlich zu ihrer Auflösung führte.